# Eierhandgranate 17
La Granata Model 17, chiamata Eierhandgranate Model 17 (in italiano "granata d'uovo") è una piccola bomba a mano per uso difensivo e offensivo usata dalla Germania durante la prima guerra mondiale. 

## Descrizione
Un soldato potrebbe lanciarla mediamente a 40 metri o oltre di distanza. Era più portatile del pesante Kugelhandgranate e meno ergonomica della Stielhandgranate 24. Il corpo della granata era inizialmente liscio e quindi difficile da maneggiare, quindi il design è stato modificato con l'aggiunta di una fascia centrale zigrinata per fornire una presa migliore.
Una granata simile chiamata Eihandgranate 39 fu successivamente introdotta dalla Germania e utilizzata nella seconda guerra mondiale.